# Podlibič
Podlibič (nemško Unterlibitsch) je naselje v Občini Bistrica pri Pliberku v Okraju Velikovec na Koroškem v Avstriji.